# Hrušov (okres Veľký Krtíš)
Hrušov je obec v okrese Veľký Krtíš v Banskobystrickém kraji na Slovensku. Leží v jihozápadní části Krupinské planiny. Žije zde 824 obyvatel. Obec je známá pořádáním každoročních lidových slavností Hontianska paráda.
První zmínka o vesnici pochází z roku 1285.  V obci se nachází jednolodní barokní římskokatolický kostel Všech svatých z roku 1762.

## Dějiny

### Dějiny do počátku 20. století
Obec Hrušov se poprvé zmiňuje ve starých písemných zprávách z roku 1272, kde se uvádí jméno Mikuláše z Hrušova. Obec tehdy patřila rodu Huntů. Podrobnější zpráva o Huntovcích pochází z 25. února 1285, kdy obec Hrušov získal Demeter, mladší syn Hunta. Od roku 1342 přecházel hrušovský majetek mezi různými rody, a postupně se zde objevují dnešní příjmení jako Stacho, Baláž, Bobák, Lekýr a další. Sousední vesnice Vinica (tehdy Nekyje) měla v této době větší význam, protože zde zasedal hontianský soudní stolec.
Pohled do života lidí v těchto letech nám přinášejí kostrová pohřebiště, kde se našly džbánečky, knoflíky a dokonce i pozůstatky čepců (malé skleněné korálky). Toto pohřebiště našel P. Kamas v roce 1974 mezi Lúčkou a Bralem. Výzkum však nebyl dokončen, takže není možné pohřebiště datovat. V 16. a 17. století byla obec poplatná Turkům, ale i tak zůstala pod panstvím Bzovík.
V těchto i pozdějších obdobích (až do druhé poloviny 20. století) byl v obci běžný dvojrezidenční způsob života, tedy život na samotách během týdne a v neděli ve vesnici. Po postavení kostela se v matrice zachovalo jméno prvního kněze, Jozefa Bonaventury, který působil v Hrušově od roku 1787. V matrice lze zjistit, že v této době byla vysoká dětská úmrtnost, což odráží tehdejší životní podmínky. K největším pohromám patřily požáry v letech 1809 (shořelo 45 domů) a 1838.

### Dějiny 20. století
V první polovině 20. století se obec rozvíjela jen obtížně. Nejbližší železniční stanice byla v Krupině (33 km), obec neměla poštu ani telefon. Obyvatelé si však zachovávali svou samostatnost, a to i díky odlehlé poloze. Ještě v roce 1934 bylo mnoho domů se slaměnou střechou a s otevřeným ohništěm.

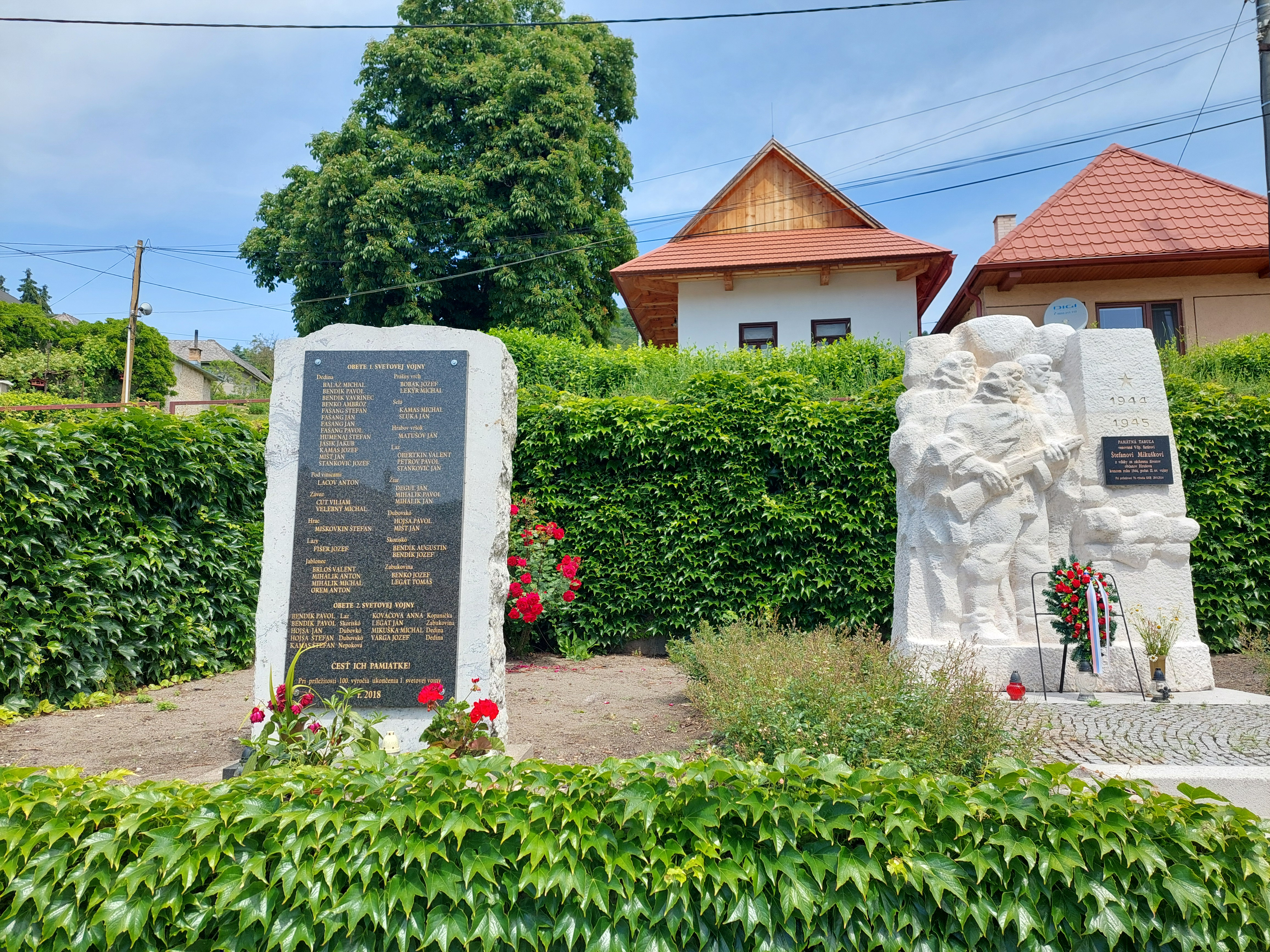
Na pomníku ve středu obce je i pamětní deska knězi Mikuškovi.

Během druhé světové války neprošel Hrušovem front, takže nedošlo k velkým materiálním škodám, přesto ale museli někteří muži narukovat. V okolí obce se ukrývaly partyzánské jednotky. V roce 1944 němečtí vojáci podezřívali obyvatele obce ze spolupráce s partyzány. V tom roce zemřel německý voják a během pohřbu, kdy tradičně zvonily zvony, si Němci mysleli, že místní tímto způsobem varují partyzány. Nařídili proto shromáždit muže k budově tehdejší školy, aby je popravili, a plánovali obec vypálit. Tato katastrofa byla odvrácena díky místnímu římskokatolickému knězi Štefanu Mikuškovi, který uměl německy a dohodl s vojáky, že obyvatelé přežijí, pokud odevzdají vojákům zásoby surovin a dobytek.
Povaha obyvatel Hrušova se projevila i při pozdní kolektivizaci a vytvoření jednotného rolnického družstva společně se sousedními obcemi Vinica a Čelovce v roce 1979. Kvůli kolektivizaci zcela zanikl dvojrezidenční život. Kvůli populační explozi v 80. letech byla postavena nová budova pro mateřskou, základní a internátní speciální školu.

### Současný život
V obci se nyní nachází základní škola s mateřskou školou. Kvůli klesající porodnosti byla část školní budovy přestavěna na sociální zařízení pro seniory. Obec má dva obchody a šicí firmu. V posledních deseti letech se zaměřuje na rozvoj cestovního ruchu (především akce Hontianska paráda) a turistiky (rekonstrukce naučné stezky a rozhledny Prášny vrch, plánovaná výstavba cyklostezky). Přestože je Hrušov malou obcí, občané zde vedou bohatý společenský život a sdružují se v mnoha aktivních místních spolcích a organizacích.

## Kultura a zajímavosti

### Památky

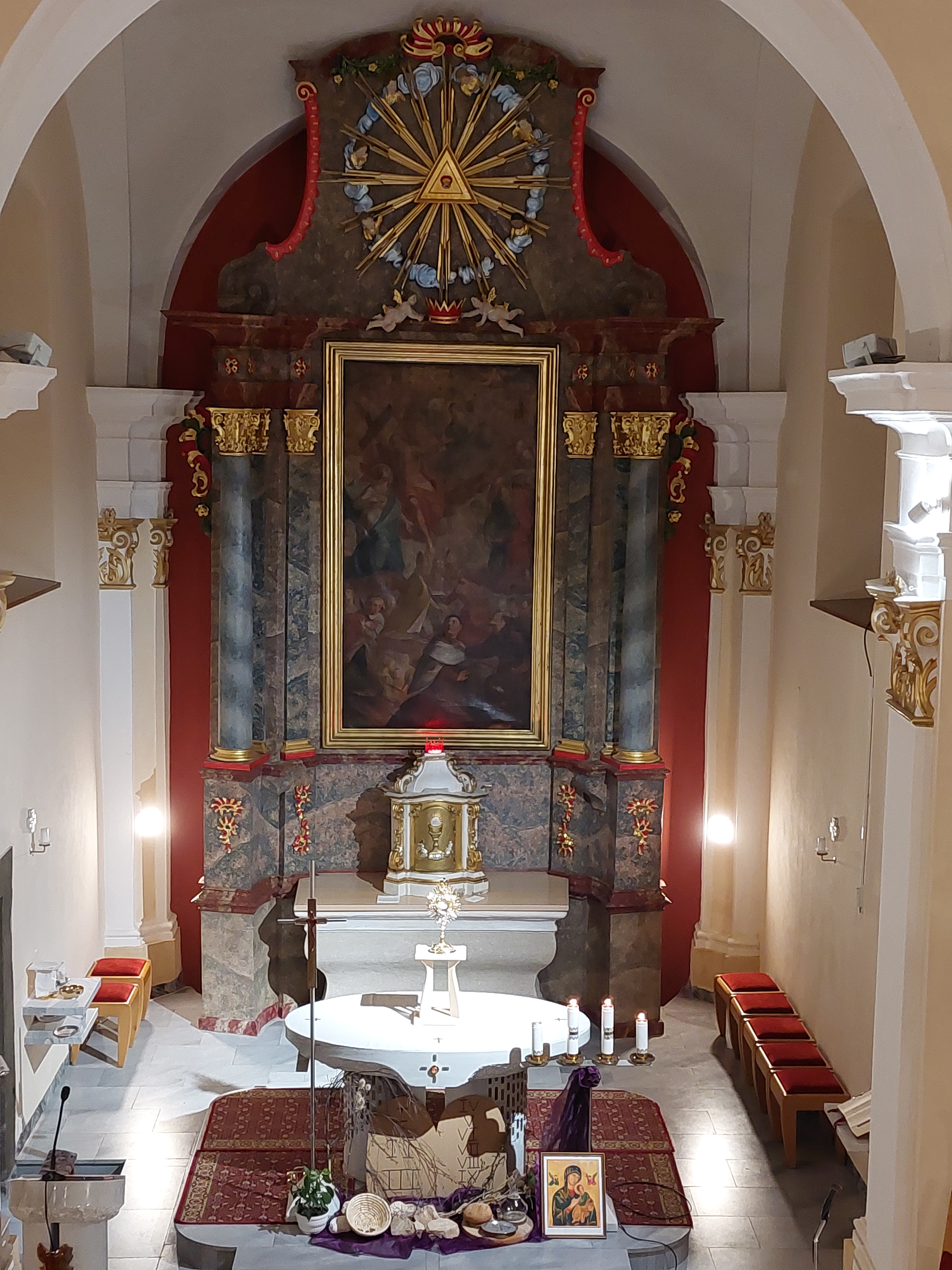
Eucharistická adorace v hrušovském kostele (2023)

- Rímskokatolický kostel Všech svatých je jednolodní barokní stavba s rovným závěrem presbytáře a věží, která je součástí hmoty kostela z roku 1762. V interiéru se nachází barokní sloupová architektura oltáře a zděná empora.[4] Fasády kostela jsou členěny lizénami. V letech 2015–2018 prošel interiér a exteriér kostela výraznými přestavbami, aby byl v souladu se současnými liturgickými směrnicemi: byl vybudován kamenný oltář a ambon, původní výzdoba kostela byla zredukována a sjednocena.
- V obci se nachází několik lidových domů. Dům č. 178 je památkově chráněný. Jedná se o trojprostorový obdélníkový objekt usedlosti z počátku 20. století.
- Socha sv. Jana Nepomuckého, lidová socha z roku 1929, se nachází před domem č. 178.
- Pamětní deska občanům padlým v 1. a 2. světové válce, která se nachází v centru obce. V roce 2014 byla na památník přidána pamětní deska knězi Štefanu Mikuškovi, který zachránil životy obyvatel Hrušova a zabránil vypálení obce.
- Dvoupatrový kamenný a dřevěný amfiteátr, který byl postaven pro festival Hontianska paráda. V současnosti je na požádání využíván také jako obřadní místo pro civilní sňatky.
- Přestavěná kaple Kalvárie s obnovenou křížovou cestou na kopci Stráňa nad obcí.
- Třípatrová dřevěná rozhledna na kopci Prášny vrch, která nahradila původní rozhlednu z roku 1998. V roce 2020 u ní byl vybudován přístřešek a mobiliář.

### Hontianska paráda
Obec se proslavila pořádáním folklórního festivalu Hontianska paráda, který se koná od roku 1996 a představuje pro obec významný zdroj příjmů. Návštěvníci zde mohou kromě scénických vystoupení na dvoupatrovém amfiteátru a dalších pódiích zažít tradiční rolnický život, ochutnat pokrmy v tzv. dvorech, zhlédnout přibližně stovku řemeslníků při práci a prohlédnout si řadu výstav.

### Naučná stezka
V roce 1998 byla zřízena naučná stezka, která se skládá z jižního a severního okruhu. V roce 2012 proběhla rekonstrukce značení a umístěných tabulí, počet zastavení byl zredukován a trasa byla mírně upravena. Naučná stezka představuje bohatství tradiční lidové kultury v Hrušově, stejně jako přírodní scenérie přilehlých samot.

### Traktorparáda
Od roku 2013 pořádá místní sdružení OZ Hrušovský Ťapuškáč na začátku července akci Traktorparáda. Jde o závody starých traktorů v různých kategoriích.

### Publikační činnost
V souvislosti s uvědoměním si, že původní generace, která zažila tradiční způsob života, postupně vymírá, se obec, s pomocí místních obyvatel a za využití fondů Ministerstva kultury SR, rozhodla co nejpodrobněji zachytit tradiční život v Hrušově. Vytvořila edici Tradiční lidové kultury obce Hrušov, která se skládá z několika publikací mapujících vybrané oblasti nebo témata tradičního života:
- Naprostred Hrušova – zpěvník lidových písní (Anna Brlošová a kol.)
- Svadobné zvyky obce Hrušov – Svatební zvyky obce Hrušov (Anna Sásová a kol.)
- Hrušovský kroj a jeho premeny v čase – Hrušovský kroj a jeho proměny v čase (Anna Brlošová, Anna Sásová)
- Zvykoslovie obce Hrušov – Zvyky obce Hrušov (Anna Sásová, Anna Brlošová ml.)
- Tradičné staviteľstvo v Hrušove – Tradiční stavitelství v Hrušově
- Hrušov a Hrušovčania – Hrušov a jeho obyvatelé (Ján Botík)
- Roľníctvo v Hrušove – Rolnictví v Hrušově (Peter Brada a kol.)
- Z hrušovského stola – Z hrušovského stolu (Anna Sásová, Anna Brlošová)
- O čom sa v Hrušove rozprávalo – O čem se v Hrušově vyprávělo
- Hrušovská pospolitosť – Hrušovská pospolitost (Ján Brloš, Anna Brlošová a kol., 2017, 448 s.)
- Hudobné a tanečné tradície Hrušova – Hudební a taneční tradice Hrušova
- Hrušov – obec tradičnej ľudovej kultúry – Hrušov – obec tradiční lidové kultury

### Chráněné označení pro hrušovský lepník
V roce 2022 byla místní specialita hrušovský lepník zapsána na seznam produktů s chráněným označením na celoevropské úrovni. Jedná se o pokrm z kynutého těsta, který může být plněn uvnitř nebo na povrchu, obvykle sladkou náplní (bramborovou, povidly apod.). Peče se v tradiční kamenné peci vyhřáté tvrdým dřevem.

## Osobnosti
- Anton Bendík – hráč na heligonce, sólový zpěvák a folklorista známý na Slovensku a v Česku.